# Zenting
Zenting er en kommune i Landkreis Freyung-Grafenau i Regierungsbezirk Niederbayern i den tyske delstat Bayern. Den er en del af Verwaltungsgemeinschaft Thurmansbang.

## Geografi
Kommunen ligger i Region Donau-Wald midt i Bayerischer Wald. Landsbyen ligger i en solrig sydvendt dalkeddel med bjergene Brotjacklriegel (1.020 m) og Aschenstein (945 m) liggende mod nord. Zenting ligger 35 km nordvest for Passau, 13 km fra Tittling, 18 km sydvest for Grafenau og 26 km nord for Vilshofen an der Donau .

### Nabokommuner
- Schöllnach (Landkreis Deggendorf)
- Schöfweg
- Innernzell
- Thurmansbang
- Eging am See (Landkreis Passau)

### Inddeling
I kommunen ligger landsbyerne og bebyggelserne Zenting, Blumau, Burgsdorf, Daxstein, Ellerbach, Fradlberg, Gerading, Gessenreuth, Grausensdorf, Gruselsberg, Haberöd, Hauermühle, Hasling, Hochreuth, Hörperting, Lina, Mahd, Manzenreuth, Neuhof, Poxöd, Ranfels, Simmering, Steinermühle, Unteraign, Steinhof, Waltersdorf og Winden.
- Wikimedia Commons har flere filer relateret til Zenting